# Lemoncourt
Ne doit pas être confondu avec Lenoncourt.
Lemoncourt est une commune française située dans le département de la Moselle en région Grand Est.

## Géographie
- 1Carte dynamique
- 2Carte OpenStreetMap
- 3Carte topographique
- 4Carte avec les communes environnantes

### Communes limitrophes
|                       | Delme       | Donjeux   |
| Craincourt            | Lemoncourt  | Oriocourt |
| Malaucourt-sur-Seille | Jallaucourt |           |

### Hydrographie
La commune est située dans le bassin versant du Rhin au sein du bassin Rhin-Meuse. Elle est drainée par le ruisseau de la Bergerie.

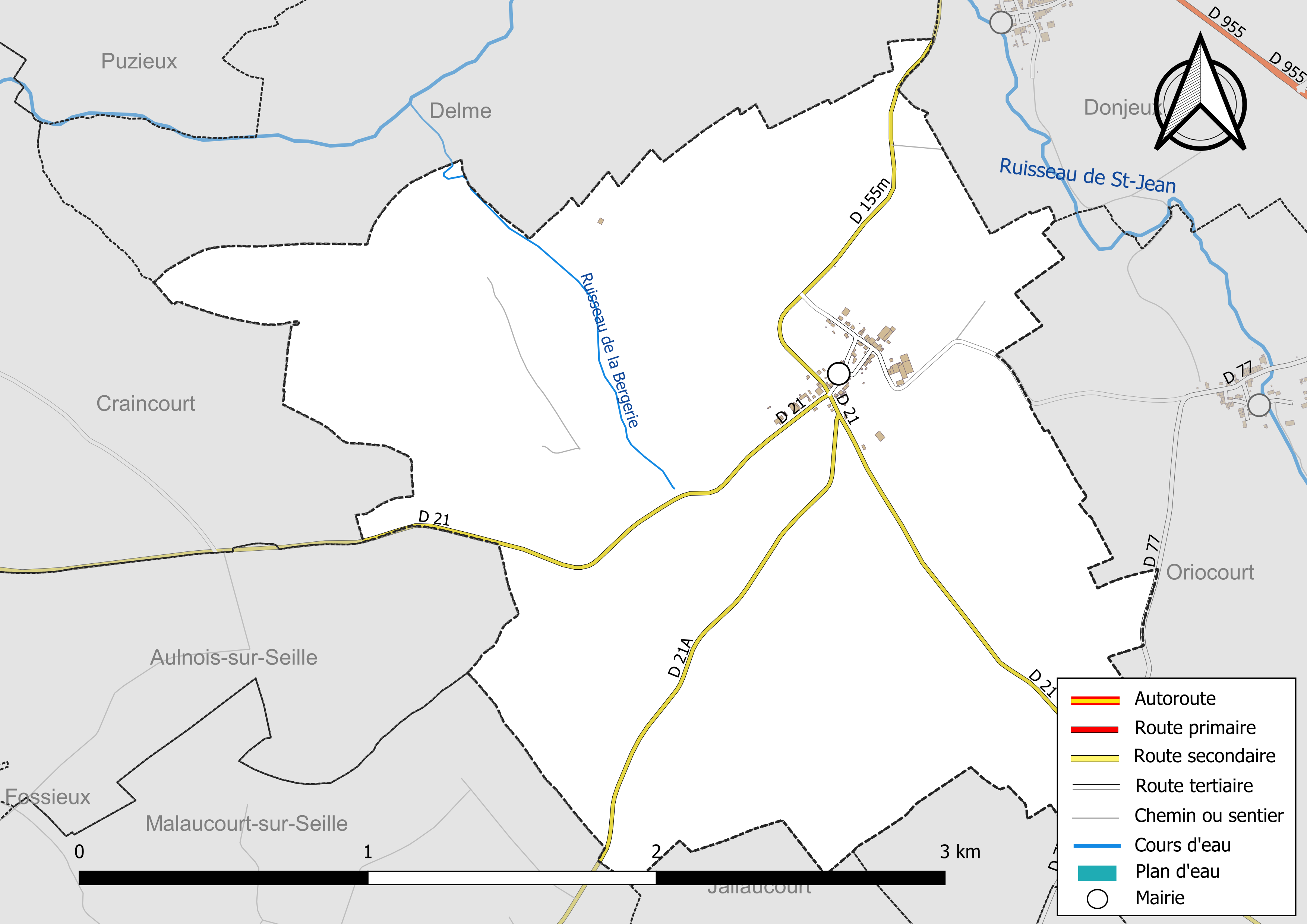
Réseaux hydrographique et routier de Lemoncourt.

### Climat
Pour des articles plus généraux, voir Climat du Grand Est et Climat de la Moselle.
En 2010, le climat de la commune est de type climat des marges montargnardes, selon une étude du Centre national de la recherche scientifique s'appuyant sur une série de données couvrant la période 1971-2000. En 2020, Météo-France publie une typologie des climats de la France métropolitaine dans laquelle la commune est exposée à un climat semi-continental et est dans la région climatique  Lorraine, plateau de Langres, Morvan, caractérisée par un hiver rude (1,5 °C), des vents modérés et des brouillards fréquents en automne et hiver. 
Pour la période 1971-2000, la température annuelle moyenne est de 9,7 °C, avec une amplitude thermique annuelle de 16,9 °C. Le cumul annuel moyen de précipitations est de 791 mm, avec 11,6 jours de précipitations en janvier et 9,5 jours en juillet. Pour la période 1991-2020, la température moyenne annuelle observée sur la station météorologique de Météo-France la plus proche, « Lesse_sapc », sur la commune de Lesse à 14 km à vol d'oiseau, est de 10,7 °C et le cumul annuel moyen de précipitations est de 694,0 mm. 
La température maximale relevée sur cette station est de 40 °C, atteinte le 25 juillet 2019 ; la température minimale est de −20,7 °C, atteinte le 20 décembre 2009,,. 
Les paramètres climatiques de la commune ont été estimés pour le milieu du siècle (2041-2070) selon différents scénarios d'émission de gaz à effet de serre à partir des nouvelles projections climatiques de référence DRIAS-2020. Ils sont consultables sur un site dédié publié par Météo-France en novembre 2022.

## Urbanisme

### Typologie
Au 1er janvier 2024, Lemoncourt est catégorisée commune rurale à habitat très dispersé, selon la nouvelle grille communale de densité à sept niveaux définie par l'Insee en 2022.
Elle est située hors unité urbaine. Par ailleurs la commune fait partie de l'aire d'attraction de Metz, dont elle est une commune de la couronne,. Cette aire, qui regroupe 245 communes, est catégorisée dans les aires de 200 000 à moins de 700 000 habitants,.

### Occupation des sols
L'occupation des sols de la commune, telle qu'elle ressort de la base de données européenne d’occupation biophysique des sols Corine Land Cover (CLC), est marquée par l'importance des territoires agricoles (91,9 % en 2018), en augmentation par rapport à 1990 (87,3 %). La répartition détaillée en 2018 est la suivante : 
terres arables (78,9 %), prairies (8,3 %), forêts (8,1 %), zones agricoles hétérogènes (4,7 %). L'évolution de l’occupation des sols de la commune et de ses infrastructures peut être observée sur les différentes représentations cartographiques du territoire : la carte de Cassini (XVIIIe siècle), la carte d'état-major (1820-1866) et les cartes ou photos aériennes de l'IGN pour la période actuelle (1950 à aujourd'hui).

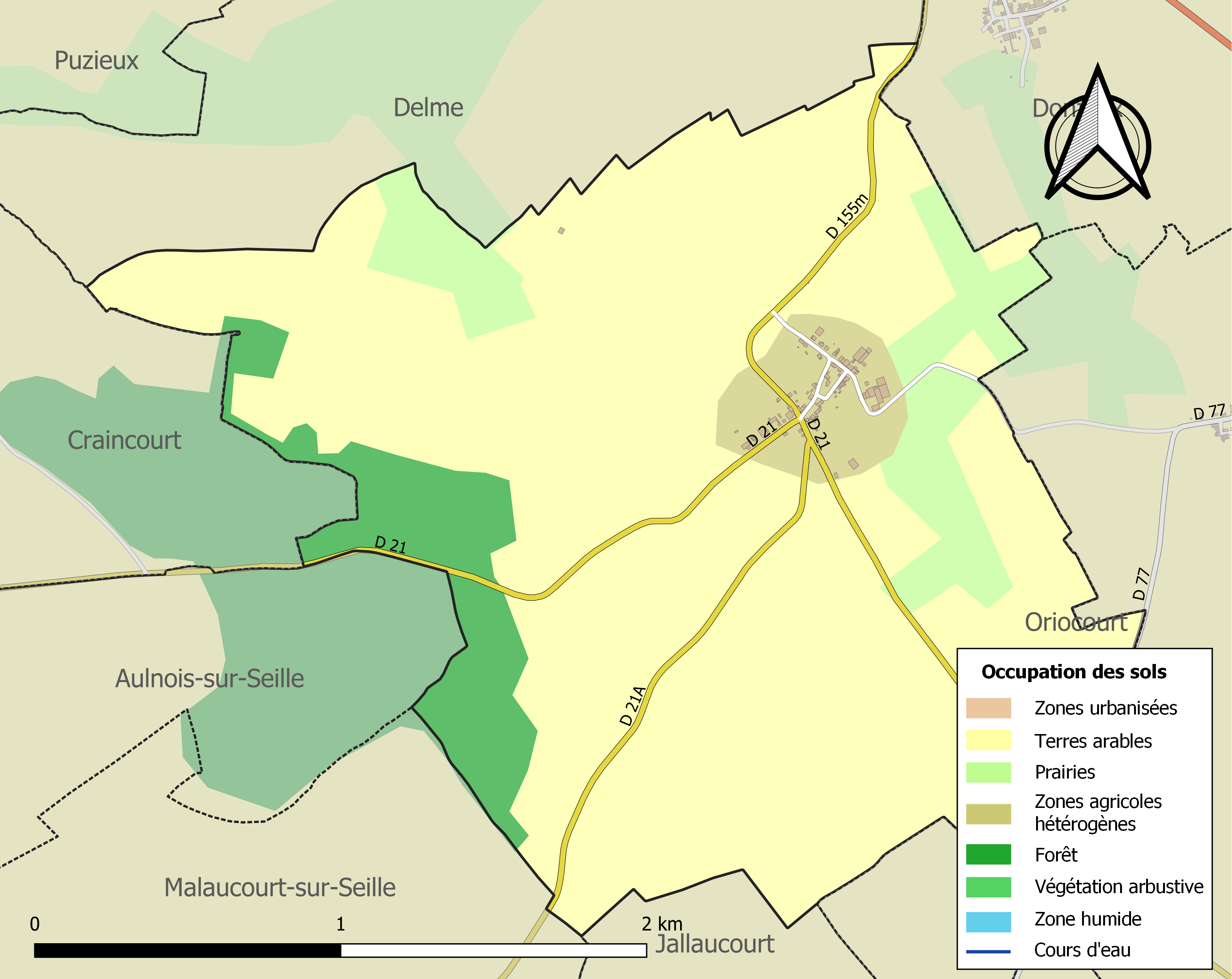
Carte des infrastructures et de l'occupation des sols de la commune en 2018 (CLC).

## Toponymie
- D'un nom de personne germanique Laimund + cortem[13].
- Lymuncurt (1181), Lymucort (1192), Lymuncourt (1243), Limoncourt (1596), Lemoncuria (1642), Lemoncourt (1793), Lemhofen (1915–1918 et 1940–1944).

## Histoire
- Village du ban de Delme, possession des abbayes de Saint-Arnoul et de Saint-Vincent de Metz.
- Cédée à la France en 1661 (traité de vincennes).
- Foire au XVe siècle.
- De 1790 à 2015, Lemoncourt était une commune de l'ex-canton de Delme.

## Politique et administration
| Période                                  | Période   | Identité          | Étiquette | Qualité |
| ---------------------------------------- | --------- | ----------------- | --------- | ------- |
| 1976                                     | mars 1995 | René Butin        |           |         |
| mars 1995                                | ?         | François Piquard  |           |         |
| mai 2020                                 | En cours  | Christelle Boffin |           |         |
| Les données manquantes sont à compléter. |           |                   |           |         |

## Démographie
L'évolution du nombre d'habitants est connue à travers les recensements de la population effectués dans la commune depuis 1793. Pour les communes de moins de 10 000 habitants, une enquête de recensement portant sur toute la population est réalisée tous les cinq ans, les populations de référence des années intermédiaires étant quant à elles estimées par interpolation ou extrapolation. Pour la commune, le premier recensement exhaustif entrant dans le cadre du nouveau dispositif a été réalisé en 2006.

En 2022, la commune comptait 59 habitants, en évolution de −18,06 % par rapport à 2016 (Moselle : +0,52 %, France hors Mayotte : +2,11 %).
| 1793 | 1800 | 1806 | 1821 | 1831 | 1836 | 1841 | 1846 | 1851 |
| ---- | ---- | ---- | ---- | ---- | ---- | ---- | ---- | ---- |
| 201  | 203  | 212  | 253  | 258  | 243  | 240  | 223  | 204  |

| 1856 | 1861 | 1871 | 1875 | 1880 | 1885 | 1890 | 1895 | 1900 |
| ---- | ---- | ---- | ---- | ---- | ---- | ---- | ---- | ---- |
| 203  | 186  | 185  | 166  | 168  | 149  | 154  | 152  | 136  |

| 1905 | 1910 | 1921 | 1926 | 1931 | 1936 | 1946 | 1954 | 1962 |
| ---- | ---- | ---- | ---- | ---- | ---- | ---- | ---- | ---- |
| 138  | 131  | 115  | 99   | 97   | 89   | 64   | 83   | 86   |

| 1968 | 1975 | 1982 | 1990 | 1999 | 2006 | 2011 | 2016 | 2021 |
| ---- | ---- | ---- | ---- | ---- | ---- | ---- | ---- | ---- |
| 81   | 77   | 62   | 62   | 59   | 72   | 74   | 72   | 61   |

| 2022 | - | - | - | - | - | - | - | - |
| ---- | - | - | - | - | - | - | - | - |
| 59   | - | - | - | - | - | - | - | - |

## Héraldique
| Blason de Lemoncourt | Blason  | D'azur à la fasce d'or accompagnée en chef d'une étoile du même et en pointe d'un croissant d'argent. |
| Blason de Lemoncourt | Détails | |

## Édifice religieux
- Église de la Nativité-de-la-Bienheureuse-Vierge-Marie, du premier âge gothique mais de style encore roman. Le clocher serait de la seconde moitié du XIIe siècle. Restaurée au XIXe siècle. L'église est classée au titre des monuments historiques par arrêté du 4 novembre 1881[18].

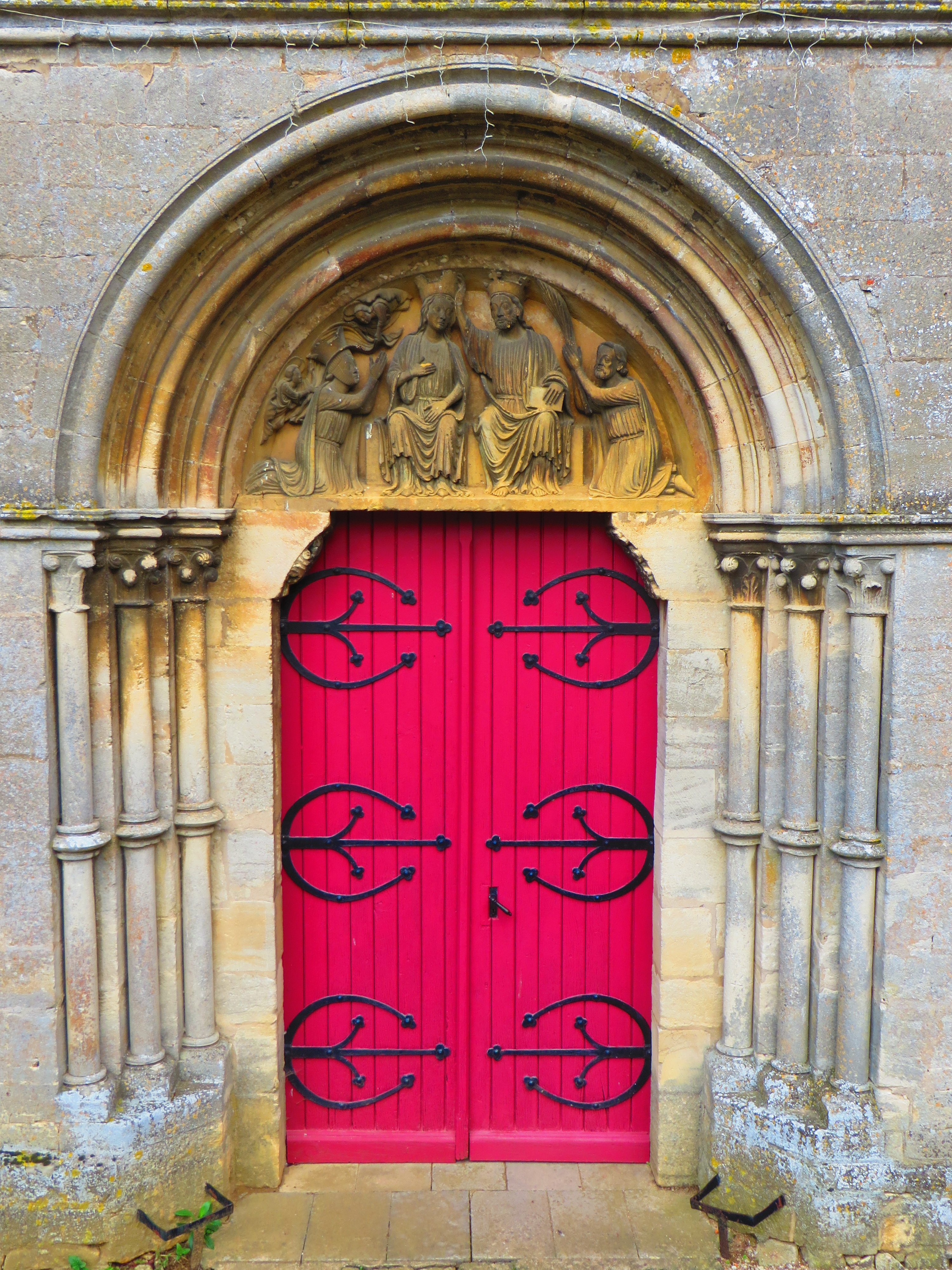
Portail de l'église de la Nativité-de-la-Bienheureuse-Vierge-Marie.
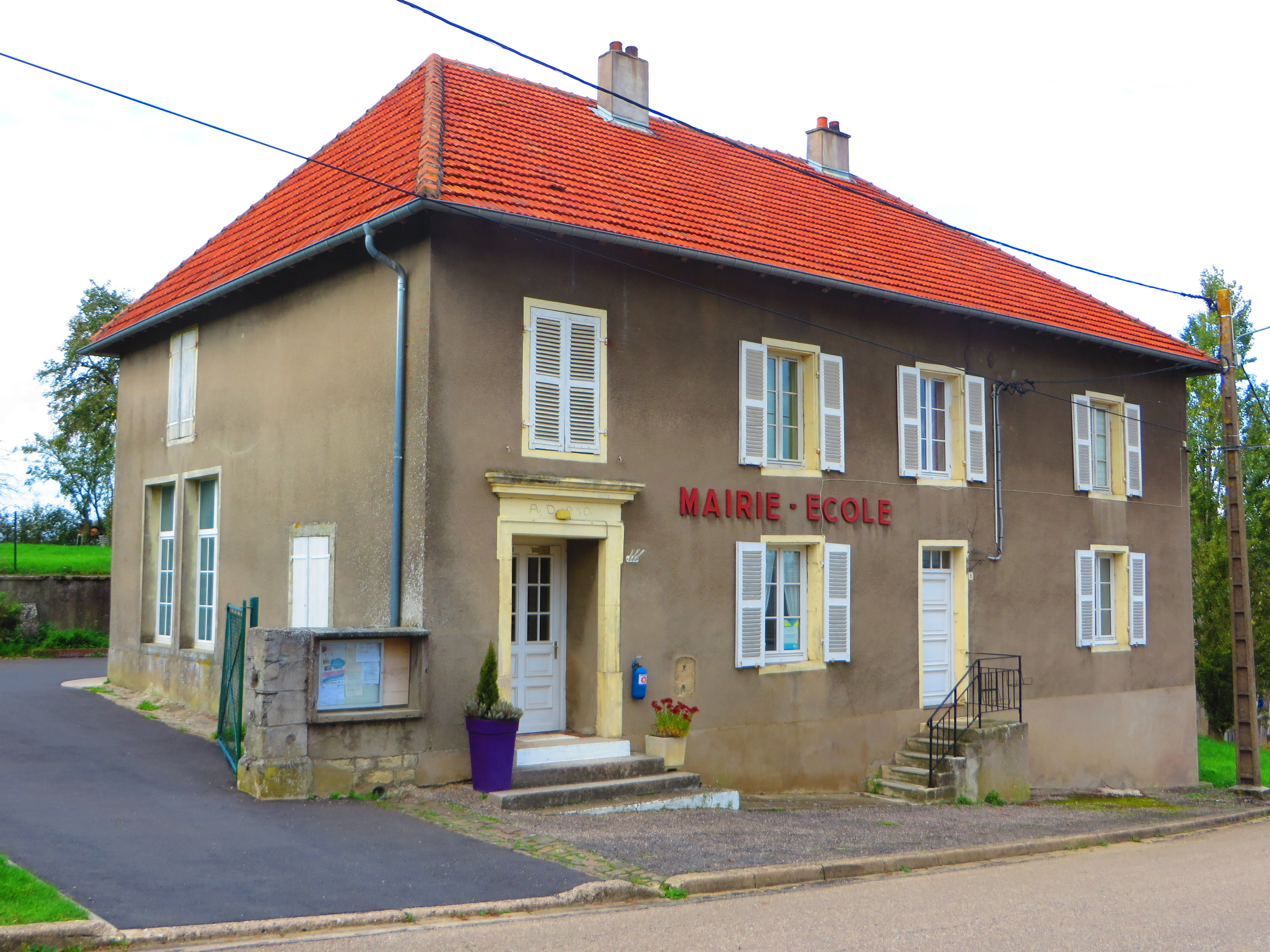
mairie école.
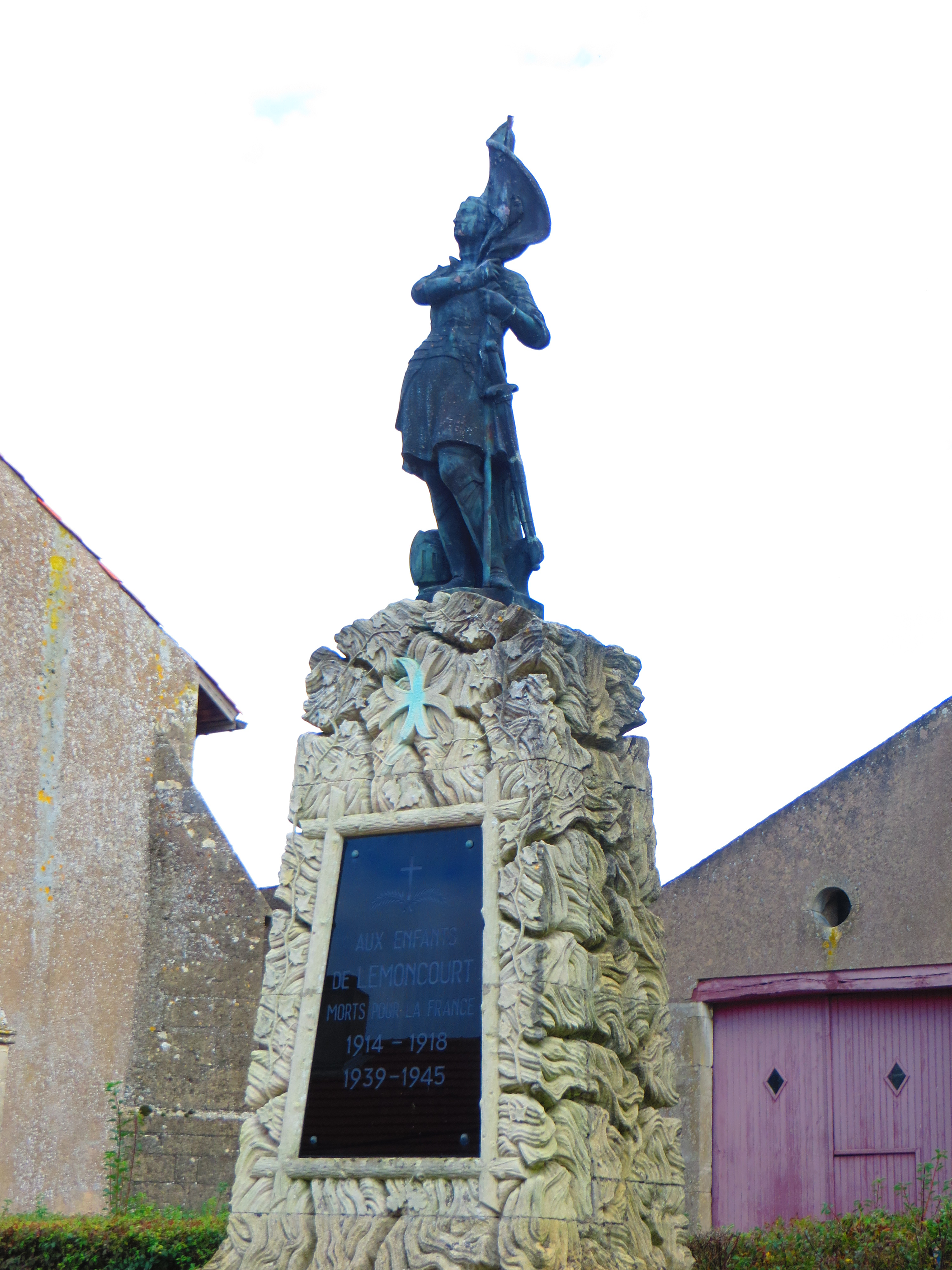
monument aux morts.
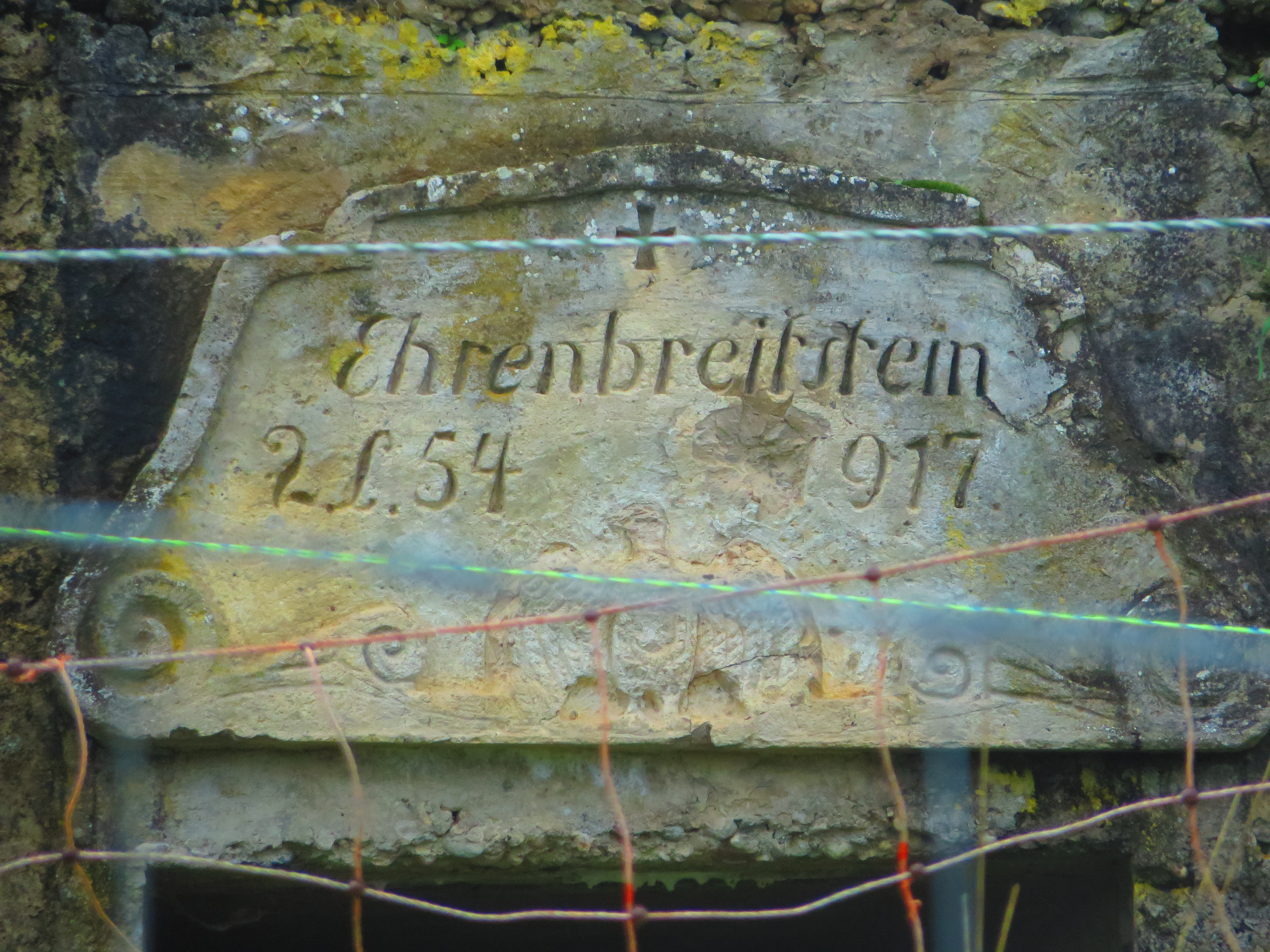
bunker 1917.